# Conway, the Kerry Dancer
Conway, the Kerry Dancer è un cortometraggio muto del 1912 diretto da Sidney Olcott.

## Produzione
Il film - che venne girato a fu prodotto dalla Kalem Company. Fu uno dei numerosi film che la casa di New York produsse in Irlanda attraverso una squadra composta in generale dal regista Sidney Olcott, dall'attrice e sceneggiatrice Gene Gauntier e dal direttore della fotografia George K. Hollister.

## Distribuzione
Distribuito dalla General Film Company, il film - un cortometraggio di 100 metri - uscì nelle sale cinematografiche USA il 9 dicembre 1912. Nelle proiezioni, veniva programmato con il sistema dello split reel, accorpato in un'unica bobina con un altro cortometraggio prodotto dalla Kalem, il drammatico A Race with Time.